# هوجو ليبمان

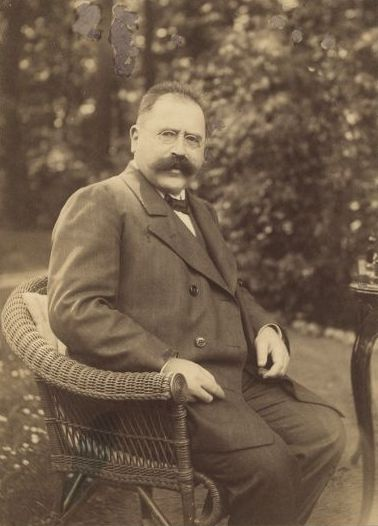
هوغو ليبمان

هوغو كارل ليبمان (بالإنجليزية: Hugo Karl Liepmann)‏ (9 أبريل 1863 - 6 مايو 1925) طبيب أعصاب ألماني وطبيب نفسي ولد في برلين، لأسرة يهودية.
في البداية درس الكيمياء والفلسفة في جامعتي فرايبورغ ولايبزيغ وحصل على الدكتوراه عام 1885. تحولت اهتماماته فيما بعد إلى الطب، وبعد الانتهاء من الدراسات، عمل كمساعد لكارل ويرنيك في عيادة الطب النفسي في بريسلاو. في عام 1906 أصبح طبيبًا رئيسيًا في دالدورف (برلين- فيتيناو)، تلاه تعيين مدير لمصح ليشتنبرغ (هيرزبيرج) في عام 1914.
يُذكر ليبمان لعمله الرائد الذي يتضمن التوطين الدماغي للوظيفة. من خلال الدراسات التشريحية، افترض أنه تم التحكم في الإجراءات المخططة أو الموجهة في الفص الجداري لنصف الكرة المخية المهيمن، وليس في الفص الجبهي. أجرى بحثًا مكثفًا عن اضطراب أسماه الأبراكسيا، وهو مصطلح أدخله عام 1900 يوصف تعذر الأداء على أنه عدم القدرة على تنسيق الحركات العضلية الإرادية التي تكون من أعراض بعض اضطرابات وإصابات الجهاز العصبي المركزي وليس بسبب ضعف العضلات. يعتقد ليبمان أن الضرر في الفص الجداري يمنع تنشيط التسلسلات المكتسبة من الإجراءات الضرورية لتحقيق النتائج المرجوة عند القيادة. ونتيجة لدراساته، قسم تعذر الأداء (بالإنجليزية: apraxia)‏ إلى ثلاثة أنواع:
1. فكري: عمى الكائن، حيث يكون المريض غير قادر على الاستخدام المناسب للأشياء المألوفة بناءً على الأمر.
2. الحركة الأيديولوجية: عدم القدرة على اتباع الأوامر الشفهية أو تقليد فعل ما، مثل التحية أو التلويح بالوداع.
3. حركية: خرقاء في أداء عمل دقيق ليس بسبب الشلل أو ضعف العضلات أو فقدان الحواس.[12]

## الأعمال المنشورة
- الصورة السريرية لتعذر الأداء («عدم القدرة على الحركة»): استنادًا إلى حالة تعذر الأداء من جانب واحد، 1900 - علم أمراض تعذر الأداء («تعذر الأداء الحركي») وفقًا لحالة تعذر الأداء من جانب واحد.
- حول هروب الأفكار. التعريفات والتحليل النفسي، 1904 - هروب الأفكار: التعريف والتحليل النفسي.
- عن اضطرابات العمل التي تنطوي على صحة الدماغ 1905.
- ثلاث مقالات من منطقة الأبراكسيا: تمت إعادة النظر فيها وتزويدها بإضافات، 1908 - ثلاث مقالات عن منطقة تعذر الأداء.
- «ترجمات من مقالات ليبمان عن تعذر الأداء»، 1980.[14]